# Angela Beyince
Angela Jeanine Beyince nasceu no dia 25 de outubro de 1982 em Galveston, no Texas (EUA), e é uma compositora estadunidense.